# Người Nanai
Người Nanai (tên tự gọi нани/Nani nghĩa là người bản địa; tên tự gọi Hách Triết nghĩa là người phương Đông; tiếng Nga: нанайцы, "nanaitsy"; tiếng Trung: 赫哲族, "Hèzhézú"; Hán-Việt: Hách Triết tộc, trước đây còn gọi là Goldy và Samagir) là một sắc tộc trong các dân tộc Tungus ở vùng Viễn Đông, theo dòng lịch sử từng sinh sống dọc theo vùng bờ sông Hắc Long Giang (sông Amur), sông Tùng Hoa (Sunggari) và sông Ussuri trên lưu vực Trung Amur. Tổ tiên của người Nanai có lẽ là người Nữ Chân tại vùng xa nhất về phía bắc của Mãn Châu.
Tiếng Nanai thuộc về nhánh Mãn-Tungus của ngữ hệ Altai.

## Tên tự gọi
Người Nanai tự gọi bằng các tên gọi /xədʑən/, [nanio], [kilən].
Nhà ngôn ngữ học Nga L.I. Sem viết tên tự gọi [xədʑən] bằng các ký tự Cyril, хэǯэ най (Hezhe nai) hoặc хэǯэны (Hezheni), và giải thích đó là tên tự gọi của người Nanai tại hạ du sông Amur, có nghĩa là "người sống ở vùng hạ du con sông".. Đó là nguồn gốc cho tên gọi trong tiếng Trung đối với người Nanai, trước đây là "黑斤" (Heijin, Hắc Cân), "赫哲哈喇" (Hezhehala, Hách Triết Cáp Lạt), và hiện nay là "赫哲" (Hezhe, Hách Triết).

## Lối sống và văn hóa truyền thống

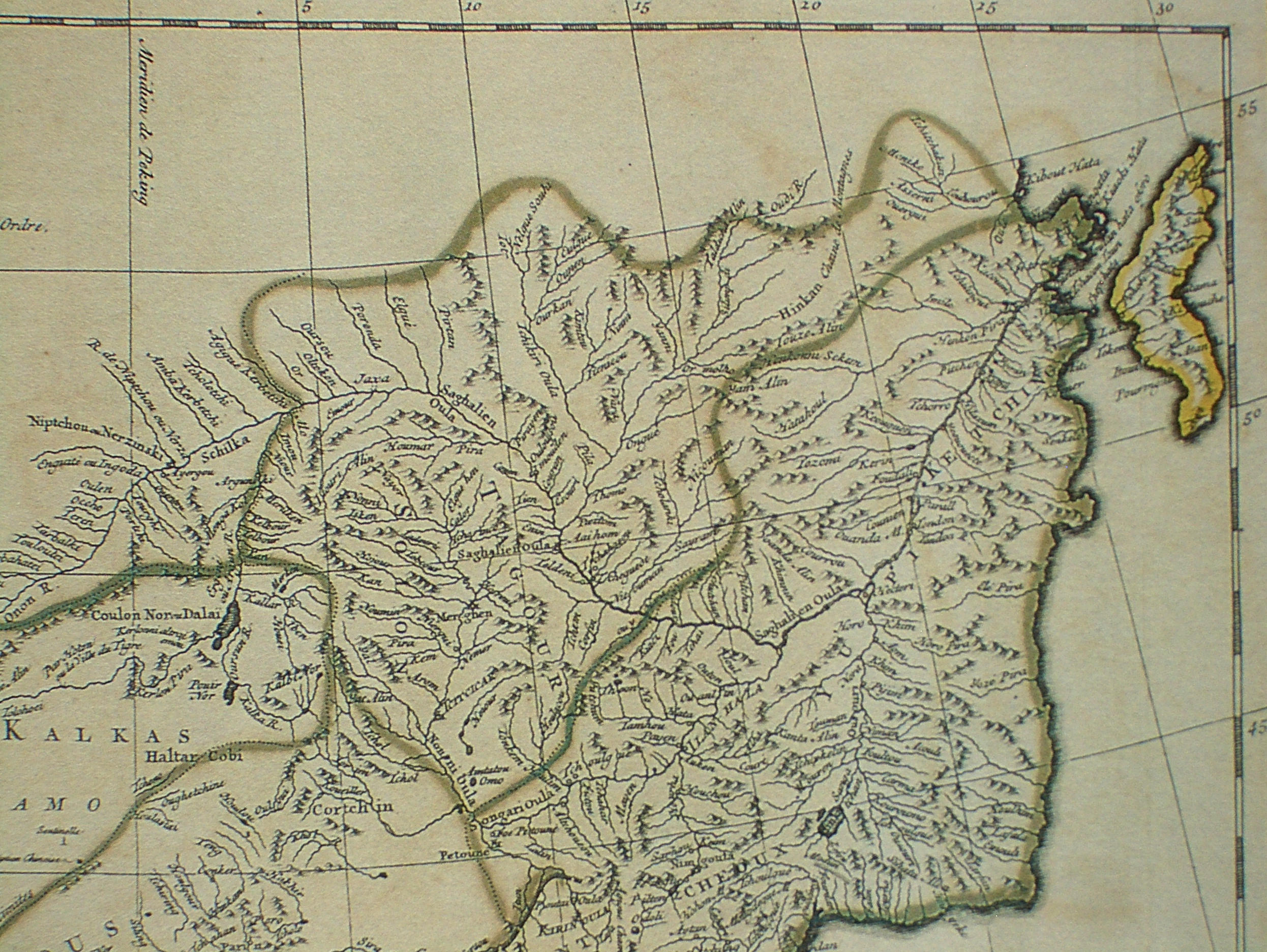
Bản đồ năm 1734 của người Pháp chỉ ra người Yupi (Ngư bì, "da cá") trên cả hai bờ sông Ussuri và Amur ở phía nam cửa Dondon (Tondon), và người Ketching xa hơn nữa xuôi theo dòng sông Amur (nơi người Nanai, Ulch và Nivkh hiện nay sinh sống)

Một trong số những mô tả đầu tiên về người Nanai trong các ngôn ngữ châu Âu là thuộc về các nhà địa lý kiêm tu sĩ dòng Tên người Pháp đã du hành dọc theo sông Ussury và Amur năm 1709. Theo các mô tả này, người bản địa sống dọc sông Ussury và dọc sông Amur phía trên cửa sông Dondon (đổ vào sông Amur tại nơi giữa Khabarovsk và Komsomolsk-on-Amur ngày nay) được biết đến như là Yupi Tartar (người Tartar da cá, xem đoạn kinh tế dưới đây), trong khi tên gọi của dân tộc sinh sống ven sông Dondon và đoạn sông Amur phía dưới Dondon được các tu sĩ dòng tên phiên âm sang tiếng Pháp thành Ketching..
Tên gọi sau có thể là phiên âm tiếng Pháp của tên tự gọi đã nêu (xem #Tên tự gọi trên đây) của người Nanai vùng hạ du sông Amur, [xədʑən], cũng dược dùng để chỉ dân tộc Ulch có quan hệ họ hàng gần.
Theo các tu sĩ dòng Tên, ngôn ngữ của người "Yupi" dường như ở vị trí trung gian giữa tiếng Mãn và ngôn ngữ của người "Ketching"; giao tiếp ở một mức độ nào đó giữa người Yupi và người Ketching là có thể.

### Kinh tế
Theo miêu tả của các lữ khách ban đầu (như các nhà địa lý dòng Tên trên sông Ussury năm 1709), kinh tế của người dân sống tại đây (ngày nay có thể phân loại như người Nanai, hoặc cũng có thể là người Udegeits) dựa trên đánh bắt cá. Người dân sống trong các làng dọc hai bờ sông Ussuri, và dành toàn bộ thời gian mùa hè của mình vào đánh bắt cá, ăn cá tươi trong mùa hè (cụ thể họ đặc biệt thích cá tầm), và phơi cá khô để ăn trong mùa đông. Cá cũng có thể sử dụng làm thức ăn cho một vài loại gia súc mà họ có (làm cho mùi vị thịt lợn của họ trở thành khó ăn đối với các lữ khách với khẩu vị châu Âu).

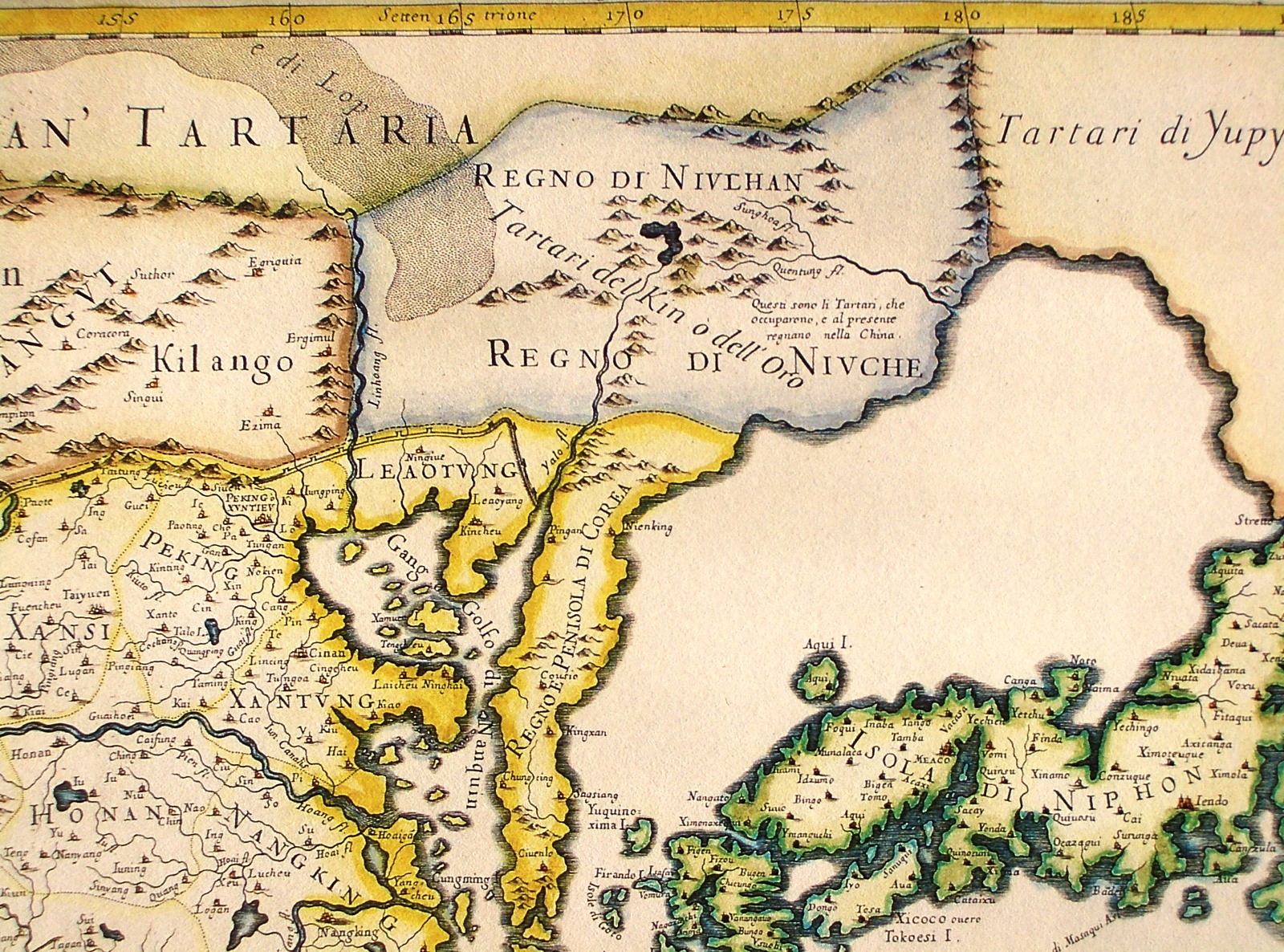
Bản đồ năm 1682 của người Ý, chỉ ra "regno di Nivche/regno di Nivchan" (vương quốc Nivche/Nivchan, nghĩa là Nữ Chân) hoặc "Kin (Kim) Tartar", cũng như vùng đất của "Tartari di Yupy" - nghĩa là "Tartar da cá" (Nanai và các bộ lạc liên quan) xa hơn về phía đông.

Quần áo truyền thống của họ làm từ da cá. Các tấm da cá này được phơi khô. Khi khô, chúng được người ta đập nện nhiều lần bằng vồ để cho bề mặt hoàn toàn nhẵn nhụi. Cuối cùng người ta khâu các tấm da này lại với nhau. Những con cá được chọn cho mục đích này có cân nặng trên 50 kg. Trong quá khứ, thực tiễn khác lạ này đã làm cho người ta gọi người Nanai là "Tartar da cá" (tiếng Trung: 鱼皮鞑子, Yupi Dazi, Hán-Việt: Ngư bì Thát tử). Tên gọi này cũng áp dụng, tổng quát hơn, cho các nhóm thổ dân khác tại lưu vực hạ du sông Sungari và Amur.
Nông nghiệp đến với vùng đất của người Nanai một cách chậm chạp. Trên thực tế loại cây trồng duy nhất do các làng của người Yupi trên bờ sông Ussuri gieo trồng vào năm 1709 chỉ là thuốc lá.

### Tôn giáo

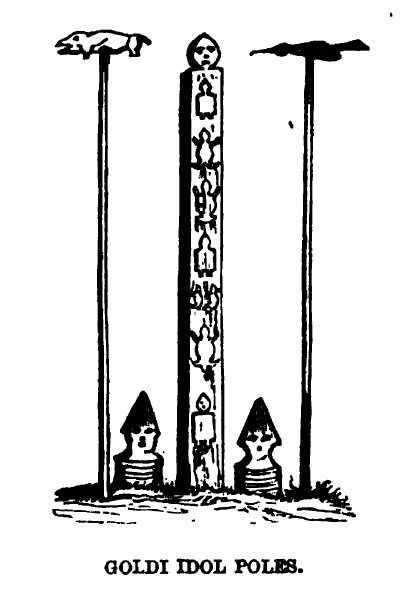
"Idol poles" (Cột vật tổ (totem) của người Nanai ("Goldy"). Do Richard Maack vẽ, khoảng 1854-1860

Người Nanai chủ yếu theo đạo Shaman, với sự sùng kính lớn dành cho gấu (Doonta) và hổ (Amba). Họ cho rằng các pháp sư có quyền năng xua đuổi tà ma bằng cách cầu khấn các vị thần linh. Trong các thế kỷ qua, họ từng sùng bái các vị thần mặt trời, mặt trăng, núi, nước và cây. Theo niềm tin của họ, vùng đất này từng có thời bằng phẳng cho tới khi những con rắn lớn đục khoét các thung lũng sông. Họ cho rằng vạn vật trong vũ trụ đều có linh khí riêng và rằng các linh khí này lang thang trong thế giới. Trong tín ngưỡng Nanai, các vật thể bất động thường được nhân cách hóa. Chẳng hạn, lửa được nhân cách hóa thành bà lão mà người Nanai gọi là Fadzya Mama. Những đứa trẻ không được phép nhảy trên lửa, do chúng có thể làm Fadzya Mama giật mình, và những người đàn ông luôn luôn giữ lịch sự khi có lửa.
Các pháp sư Nanai, giống như các dân tộc Tungus khác trong khu vực, có quần áo riêng đặc trưng, bao gồm quần rộng và áo vét; thắt lưng da với tua tòn ten bằng kim loại hình nón; các găng tay hở ngón với các hình rắn, thằn lằn hay ếch nhái; và mũ với các gạc sừng hay lông gấu, sói, cáo gắn vào. Các mảnh gương của người Trung Quốc đôi khi cũng được dùng kèm với bộ quần áo này.
Người chết thường được chôn cất trong đất với ngoại lệ là những đứa trẻ chết trước khi đủ một ngày tuổi; trong trường hợp này thi thể đứa trẻ được bọc trong áo hay vỏ cây bạch dương và chôn cất trên các cành cây như một hình thức của "phong táng". Nhiều người Nanai cũng theo Phật giáo Tây Tạng.

## Dân cư hiện đại

### Tại Nga
Tại Nga, người Nanai sống trong khu vực ven biển Okhotsk, sông Amur, phía dưới Khabarovsk, trên cả hai bờ sông tại Komsomolsk-on-Amur, cũng như trên hai bờ sông Ussuri và Girin (người Samagir). Người Nga trước đây gọi người Nanai là Goldy, lấy theo tên gọi của một tộc người Nanai. Theo điều tra dân số năm 2002, hiện có khoảng 12.160 người Nanai tại Nga.
Trong thời kỳ Liên Xô, chuẩn chữ viết cho tiếng Nanai (dựa trên bảng chữ cái Cyril) được Valentin Avrorin và một số người khác tạo ra. Hiện nay nó vẫn được giảng dạy trong 13 trường học tại Khabarovsk.

### Tại Trung Quốc
Người Hách Triết (赫哲) là một trong số 56 dân tộc được Cộng hòa Nhân dân Trung Hoa công nhận chính thức. Trong thời kỳ Mãn Châu Quốc, người Hách Triết trên thực tế đã bị người Nhật xua đuổi khỏi Trung Quốc. Họ bị giam giữ trong các trại tù và năm 1949 chỉ còn khoảng 300 người tại Trung Quốc. Theo điều tra dân số gần đây vào năm 2004, dân tộc Hách Triết có khoảng 4.640 người tại Trung Quốc (chủ yếu trong tỉnh Hắc Long Giang). Người Hách Triết nói phương ngữ Hách Triết của tiếng Nanai. Họ cũng có văn hóa truyền khẩu phong phú, được biết đến như là Yimakan. Phương ngữ này không có hệ thống chữ viết riêng tại Trung Quốc và người Hách Triết thường viết bằng chữ Hán. (Sự biết đọc, biết viết ngôn ngữ thứ hai này đạt 84%.) Tuy nhiên, vào năm 2005, người ta đã hoàn thành có lẽ là bộ sách giáo khoa bằng ngôn ngữ Hách Triết đầu tiên.

## Các khu vực tự trị của người Nanai
| Tỉnh (hoặc tương đương) | Châu                 | Huyện, thị                     | Xã                                                    |
| ----------------------- | -------------------- | ------------------------------ | ----------------------------------------------------- |
| Hắc Long Giang          | Song Áp Sơn 双鸭山市 | Nhiêu Hà 饶河县                | Hương dân tộc Hách Triết Tứ Bài 四排赫哲族乡          |
| Hắc Long Giang          | Giai Mộc Tư 佳木斯市 | Đồng Giang 同江市              | Hương dân tộc Hách Triết Nhai Tân Khẩu 街津口赫哲族乡 |
| Hắc Long Giang          | Giai Mộc Tư 佳木斯市 | Đồng Giang 同江市              | Hương dân tộc Hách Triết Bát Xóa 八岔赫哲族乡         |
| Khabarovsk krai         |                      | Huyện Nanaysky Нанайский Район |                                                       |

## Người Nanai nổi tiếng

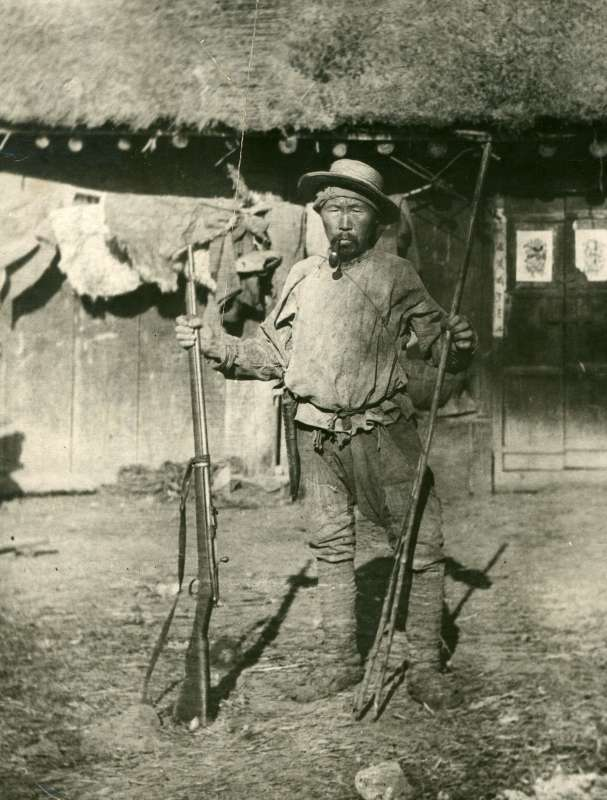
Dersu Uzala

- Bộ phim năm 1975 của đạo diễn người Nhật Kurosawa Akira về Dersu Uzala, dựa trên cuốn sách của nhà thám hiểm Nga Vladimir Arsenyev, thuật lại quan hệ bằng hữu của nhà thám hiểm Nga và người dẫn đường của ông là người Nanai có tên gọi là Dersu Uzala.
- Nữ pháp sư Nanai là Tchotghtguerele Chalchin đã biểu diễn phần niệm chú được ghi tại Siberi cho bài hát "The Lighthouse" (phỏng theo bài thơ "Flannan Isle" (đảo Flannan) của nhà thơ người Anh là Wilfred Wilson Gibson) trong album năm 1994 của nhà sản xuất người Pháp Hector Zazou là Chansons des mers froides (Các bài hát từ vùng biển lạnh). Ca sĩ chính là Siouxsie Sioux và nhạc nền do Sakharine Percussion Group và Sissimut Dance Drummers thể hiện.
- Kola Beldy (1929-1993) ca sĩ nổi tiếng tại Liên Xô và Nga, đặc biệt được biết đến nhiều nhất từ việc thể hiện bài hát "Увезу тебя я в тундру" (Anh đưa em vào lãnh nguyên).
- Hàn Canh, ca sĩ Trung Quốc, thành viên của nhóm nam ca sĩ Hàn Quốc Super Junior.